# Pikkerbakken
Pikkerbakken er en bakke der ligger syd for og nær Frederikshavn. Den er en del af en ca. 3 km lang kystskrænt ved Jyllands østkyst, der er dannet af Yoldia- og Litorinahavet i istiden. Pikkerbakken rejser sig 71 meter over havet og flader ud umiddelbart syd for Haldbjerg. På Pikkerbakken står Kongestenen, hvor kongerne Frederik 8. og Frederik 9. har deres signatur stående.
I Pikkerbakkerne ligger Søværnets Maritime Overvågningscenter..
Pikkerbakken blev i år 1909 skænket til Frederikshavns Kommune af sparekassedirektør Elius Andersen, konsul Ernst Jacobsen og  herredsfuldmægtig Johannes Vogelius.
- Mindesten på bakken